# Campo dell'Osso
Campo dell'Osso è una località montana della provincia di Roma, appartenente al Comune di Subiaco. Situata sulla Via dei Boschi, che collega Monte Livata agli impianti sciistici della Monna dell'Orso,	 Campo dell'Osso è formata principalmente da residenze private, oltre che da un albergo (chiuso), due ristoranti ("Il Cristallo di Neve" e "Il Capriolo"), un bar (Bar Roma), tre Noli Sci (ma anche slittini e ciaspole) e una chiesa.

## Impianti Sportivi
Campo dell'Osso, dopo il boom del turismo estivo e invernale di Monte Livata degli anni sessanta, offre vari impianti sportivi, che però, a causa della mancata manutenzione, si trovano in pessimo stato. Fra questi, il campo da calcio de "I Miceti", un campo da tennis e vari impianti sciistici non più in funzione. Tuttavia negli ultimi anni si è cercato di utilizzare le piste di Campo dell'Osso con l'utilizzo di un marciapiede mobile come impianto di risalita. Nella stagione 2012-2013 a Campo dell'Osso è stata aperta una pista di sci di fondo, che con 10 km di tracciato si immerge nello splendido paesaggio naturale dei Monti Simbruini, che si sviluppa in direzione di Vallepietra dove, nella stagione estiva sono frequentati i sentieri che portano al Santuario della Santissima Trinità, meta di pellegrinaggi soprattutto nella domenica dopo Pentecoste. I sentieri proseguono per l'Abruzzo, in direzione Cappadocia-Camporotondo-Tagliacozzo.
Campo dell'Osso è anche il posto di partenza per la ciaspolata verso il rifugio SAIFAR.

## Trasporti
Campo dell'Osso è raggiungibile con un bus corriera da Subiaco (servizio trasporti laziali, COTRAL). Si trova a circa 20 Km da Subiaco e a 5 Km da Monte Livata.